# .45 Super
O .45 Super é um poderoso cartucho metálico de arma de fogo de pólvora sem fumaça, desenvolvido em 1988 por Dean Grennell, um escritor conhecido no campo de armas de fogo, além de editor-chefe da revista Gun World. É dimensionalmente semelhante ao .45 ACP, mas possui uma parede do estojo mais espessa e é carregado com pressões mais altas, o que oferece uma melhoria média de 91 m/s (300 ft/s) na velocidade de saída em relação à .45 ACP. O cartucho foi co-desenvolvido por Tom Fergerson e Ace Hindman.